# Francis Bond Head

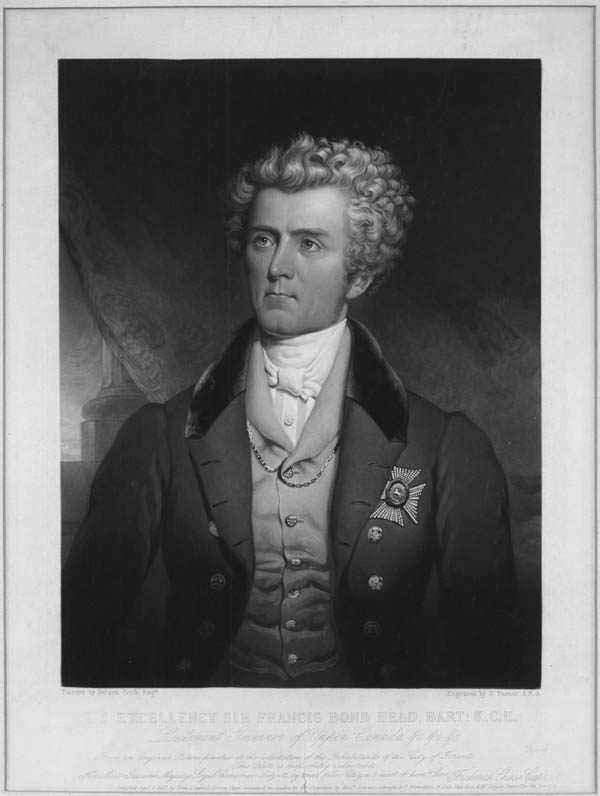
Francis Bond Head.

Francis Bond Head, född den 1 januari 1793 nära Rochester, död den 20 juli 1875 i Croydon, var en engelsk koloniguvernör och författare.
Head härstammade från en portugisisk judefamilj Mendez, vilken på 1660-talet inflyttat till England och senare antagit namnet Head. Han blev löjtnant i armén 1811, deltog 1815 i slaget vid Waterloo, företog på 1820-talet några vågsamma resor i Sydamerika i samband med ett misslyckat guldgruveföretag och blev 1835 viceguvernör i Övre Kanada, där hans sträva uppträdande mot de missnöjda kolonisterna påskyndade revolutionens utbrott 1837. Head kvävde upproret i dess linda, men återkallades samma år till följd av en tvist med myndigheterna i hemlandet; i Narrative of government in Canada (2:a upplagan 1839) sökte han försvara sin politik. Head blev 1836 baronet, och 1867 medlem av Privy Council. Bland hans skrifter märks Rough notes of a journey across the pampas (1826, 6:e upplagan 1851) och Bubbles from the Brunnens of Nassau (1833; 7:e upplagan 1866). Head var därjämte flitig medarbetare i "Quarterly Review".